# Mongoli
Mongoli so narod, ki izvira iz Altajskega gorovja in so sorodni s turškimi in tunguško-mandžurskimi narodi.
Na svetu živi okoli 10 milijonov Mongolov, od tega 2,3 milijona v Mongoliji, 6 milijonov  na Kitajskem in en milijon v Rusiji.
Mongolski jezik spada v mongolsko skupino altajskih jezikov, enako kot npr. burjatski in kalmiški jezik.

## Zgodovina Mongolov
Mongoli so tisočletja bili pastirski nomadi na prostranem območju ob severnih mejah Kitajske. Živeli so kot rejci goved, ovac in konj po prostranih travnatih planotah in stepah. Niso se stalno naseljevali, ničesar niso pridelovali. Od živine so dobivali hrano in mleko.
V svetovno zgodovino so vstopili z letom 1206, ko so na veliki skupščini mongolske aristokracije izvolili kneza Temudžina za velikega kana. Dobil je naslov Džingiskan (gospodar sveta) in formalno postal vladar vseh ljudstev Mongolije.

## Džingiskanov vzpon
Ko je Džingiskan prišel na oblast, je kljub nepismenosti pokazal svojo vojaško in politično nadarjenost. Podvrgel si je kar nekaj mongolskih plemen. Trudil se je, da bi svojemu ljudstvu dal skupno identiteto. Učil ga je bojevanja in stroge discipline, neposlušnost in strahopetnost sta bili kaznovani s smrtjo.
Vzrokov, zakaj si je tako močno želel združiti mongolska plemena in širiti državo, je več: morda je to bil pohlep po ozemlju in bogastvu, krvno maščevanje bivšim napadalcem ali pa potreba po samopotrjevanju.
Prvi veliki Džingiskanov vojni pohod je bil usmerjen na vzhod proti severni Kitajski. Od tod so se usmerili na zahod proti muslimanskim državam. Posamezne fevdalne armade je drugo za drugo premagal. Ogromna mongolska vojska je spremenila Srednjo Azijo v kup ruševin. Upepelili so mogočna milijonska mesta Samarkand, Buharo, Herat in Balh. Na vzhodu je Džinginskanova vojska prišla vse do reke Ind. Sočasno pa so prodirali proti severu Irana, prek Kavkaza pa so vdrli tudi v južne ruske stepe.

## Džingiskanovi nasledniki
Džingiskanov vnuk je nadaljeval osvajanja na zahodu. Ustvaril je mogočno državo Zlato hordo, ki je segala od Urala in Aralskega jezera do Donave. V letih od 1237 do 1240 si je podjarmil celotno Rusijo. Rusi so tako celih 240 let ostali pod mongolsko oblastjo. Pod mongolskim jarmom je Rusija vse bolj zaostajala Rusiji so Mongoli začeli z vdori na Ogrsko, Poljsko in v nemški prostor in Dalmacijo. Pri teh roparskih napadih so opustošili cele pokrajine, prebivalce pa deloma pobili, deloma odpeljali v suženjstvo. Evropo so rešili le notranji boji, ki so se začeli med mongolsko aristokracijo.
Džingiskanovi nasledniki so nadaljevali z osvajanji osrednje in južne Kitajske, v prednji Aziji so mongolski odredi prihajali do sredozemskega morja. Džingiskanova vojska je premagala tudi Iran, leta 1258 pa so zavzeli tudi Bagdad in tako končali vladavino dinastije kalifov Abasidov. Tedaj je mongolski imperij segal od reke Visle do obal Tihega oceana.

## Gospodarstvo in kultura
Z osvajanji Azije in Evrope so Mongoli svetu pokazali novo strategijo in umetnost vojskovanja. Posredovali so tudi uporabo smodnika, ki so ga prevzeli od Kitajcev. Po obsegu in uspehih, po gibčnosti, s katero so presenečali nasprotnike, ter po strategiji in taktiki so mongolski vojaški pohodi presegali vse druge v zgodovini. Džingiskan je bil nedvomno eden največjih vojskovodij. Evropske in azijske viteške vojske je kar drobil in prav tako tudi njegovi nasledniki.
Na ozemljih, ki so jih zavzeli Mongoli, so bile posledice za gospodarstvo uničujoče. Cela bogata in kulturno pomembna območja so bila upostošena, mesta in vasi izropane in požgane, prebivalci pa podvrženi suženjstvu. Predvsem kmetijstvo si ni opomoglo in čedalje bolj so ga izpodrivale nove dejavnosti v živinoreji.
Kljub sprva kaotičnem stanju se je mongolska oblast utrdila in je Aziji prinesla celo polstoletno obdobje miru, v katerem je spet vzcvetela trgovina. Ta je potekala ne le skozi vso Azijo do Kitajske, temveč se je usmerjala tudi proti zahodu. Marco Polo je v svojih potopisih zapustil verodostojna pričevanja o živahni trgovini v mongolskem imperiju. Tudi kulturni razvoj se je kmalu nadaljeval po zastoju, ki ga je povzročil njihov vdor.
Do verskih zadev so bili Mongoli sprva zelo zadržani, pod vplivom vedno številnejših Turkmenov pa je proti koncu 13. stoletja večina Mongolov sprejela islamsko vero.
Podvržene narode so zelo zatirali, kljub temu pa so bili zaradi lastne nizke civiliziranosti prisiljeni prositi za pomoč vodilne sloje domačinov. Upravo so tako vodili domačini. Kot posledica heterogenosti imperija in rastoče moči posameznih velikašev je že proti konca 13. stoletja mongolsko cesarstvo razpadlo na številne neodvisne kneževine. Ena od posledic mongolskih prodorov pa so bile tudi selitve ljudstev.

## Timur in njegove osvojitve
Iz ruševin mogočnega cesarstva se je dvignil še eden veliki osvajalec, Timur Lenk - Timur ( 1336–1405), ki je poskušal ponoviti Džingiskanove uspehe. Sam se je imel za Džingiskanovega potomca po materini strani. Leta 1369 se je odpravil osvajat svet in je pri tem puščal za sabo še več pustošenja kakor njegov predhodnik Džingiskan. Pod pretvezo, da hoče ponovno vzpostaviti red in enotnost v islamskem svetu, je združil kraljestvo, ki je segalo od Male Azije do Kitajske in od Rusije do Indije. Muslimanski svet je bil za kratek čas spet enoten, toda gospodarstvo je bilo uničeno. Za prestolnico je Timurlenk izbral rojstni kraj Samarkand. Z naropanim bogastvom in najboljšimi umetniki tistega časa ga je spremenil v najbolj bleščeče mesto vzhoda. Že v začetku 15. stoletja pa so nenehne vojne povzročile razpad kraljestva na majhne kneževine.
Po razpadu kraljestva je v umetnosti Srednje Azije nastopila tako imenovana timuridska renesansa. Timuridski slog je poudaril in utrdil težnje, ki so jih narekovali mogočni renesančni umetniki iz številnih dežel. V tem okolju je zrasel Timurjev potomec Babur, ki je ustanovil mongolsko dinastijo v Indiji in bil prvi izmed Velikih Mogulov.